# Exochus annulicrus
Exochus annulicrus är en stekelart som beskrevs av Walsh 1873. Exochus annulicrus ingår i släktet Exochus och familjen brokparasitsteklar. Inga underarter finns listade i Catalogue of Life.